# Blackbird (bài hát)
"Blackbird" là ca khúc của ban nhạc The Beatles nằm trong Album trắng của họ năm 1968. Ca khúc được sáng tác và trình bày bởi một mình Paul McCartney, nhưng vẫn được ghi chung cho Lennon-McCartney. McCartney nói rằng phần ca từ của ca khúc được anh lấy cảm hứng từ những vấn đề chủng tộc trong lòng xã hội Mỹ thập niên 1960.

## Thành phần tham gia sản xuất
- Paul McCartney – hát chính, hát đè, guitar acoustic, băng thâu, nhịp chân.

## Xếp hạng
| Bảng xếp hạng (2010)            | Vị trí cao nhất |
| ------------------------------- | --------------- |
| US Billboard Hot 100 Recurrents | 20              |

## Chứng chỉ
| Quốc gia                                                    | Chứng nhận | Số đơn vị/doanh số chứng nhận |
| ----------------------------------------------------------- | ---------- | ----------------------------- |
| Đan Mạch (IFPI Đan Mạch)                                    | Vàng       | 45.000‡                       |
| Anh Quốc (BPI)                                              | Bạc        | 200.000‡                      |
| Hoa Kỳ lượt tải kỹ thuật số                                 | —          | 506.630                       |
| ‡ Chứng nhận dựa theo doanh số tiêu thụ và phát trực tuyến. |            |                               |